# Article 91 de la Constitution de la Cinquième République française
Article 90 
 Abrogé Article 92
 Abrogé
L'article 91 de la Constitution française a détaillé les mesures provisoires de transition entre les institutions de la IVe République et la Ve République. Il a été abrogé par la révision constitutionnelle du 4 août 1995.

## Texte
« Les institutions de la République prévues par la présente Constitution seront mises en place dans le délai de quatre mois à compter de sa promulgation.
Ce délai est porté à six mois pour les institutions de la Communauté.
Les pouvoirs du président de la République en fonctions ne viendront à expiration que lors de la proclamation des résultats de l'élection prévue par les articles 6 et 7 de la présente Constitution.
Les États membres de la Communauté participeront à cette première élection dans les conditions découlant de leur statut à la date de la promulgation de la Constitution.
Les autorités établies continueront d'exercer leurs fonctions dans ces États conformément aux lois et règlements applicables au moment de l'entrée en vigueur de la Constitution jusqu'à la mise en place des autorités prévues par leur nouveau régime.
Jusqu'à sa constitution définitive, le Sénat est formé par les membres en fonctions du Conseil de la République. Les lois organiques qui régleront la constitution définitive du Sénat devront intervenir avant le 31 juillet 1959.
Les attributions conférées au Conseil constitutionnel par les articles 58 et 59 de la Constitution seront exercées, jusqu'à la mise en place de ce Conseil, par une commission composée du vice-président du Conseil d'État, président, du premier président de la Cour de cassation et du premier président de la Cour des comptes.
Les peuples des États membres de la Communauté continuent à être représentés au Parlement jusqu'à l'entrée en vigueur des mesures nécessaires à l'application du titre XII. »

La Constitution ayant été promulguée le 4 octobre 1958, le Gouvernement pouvait conformément au délai de 4 mois prévu au 1er alinéa, et aux dispositions de l'article 92, mettre en place les nouvelles institutions par des ordonnances ayant force de loi (sans passage devant le Parlement) jusqu’au 4 février 1959.

## Abrogation
Les articles 90 à 92 n'ayant vocation à s'appliquer que pendant la phase de mise en place des institutions, ils ont été abrogés par la révision constitutionnelle du 4 août 1995.